# Visdomstand
 Der er for få eller ingen kildehenvisninger i denne artikel, hvilket er et problem. Du kan hjælpe ved at angive troværdige kilder til de påstande, som fremføres i artiklen.

Visdomstænderne er de bageste kindtænder i hver side af munden, både i over- og underkæbe hos menneskene. Det er de sidste tænder, som bryder frem, normalt i 16-20 års alderen eller senere. Det sene frembrud har givet tænderne navnet – visdomstænder. Visdomstænder er et levn fra et tidligere stadie i menneskets udvikling, hvor grov plantekost nødvendiggjorde disse tænder, men pga. nutidens bearbejdede føde er visdomstænderne i dag ved at blive afviklet af evolutionen igen. Derfor er der mange, som ikke får dem. – det kan være, at de slet ikke er anlagt. Der går ofte betændelse i visdomstænderne.

## Fodnoter
1. ↑  "Hvad bruger vi visdomstænderne til" i Illustreret Videnskab, nr. 1, 2012, Bonnier Publications International A/S, side 5.